# Mâcon-Loché TGV
Mâcon-Loché TGV – dworzec kolejowy przeznaczony dla pociągów TGV, zbudowany na linii LGV Sud-Est, na południowy zachód od miasta Mâcon w departamencie Saona i Loara. Z centrum miasta łączy go regularna komunikacja autobusowa.
Dworzec oddano do użytku razem z drugim odcinkiem linii LGV Sud-est w 1983. Architektura dworca jest bardzo prosta, z pojedynczym budynkiem i czterema torami, z czego dwa środkowe pozwalają pociągom TGV na przejazd z pełną prędkością 270 km/h, a pozostałe 2 są położone przy dwóch peronach, umieszczonych na zewnątrz torów przelotowych.
Na dworcu zatrzymują się głównie pociągi kursujące na linii Dijon-Paryż, opuszczające linię LGV Sud-Est kilka kilometrów dalej na południe.